# Puig de Martines
El Puig de Martines és una muntanya de 590,3 m alt del terme comunal d'Estoer, de la comarca del Conflent, a la Catalunya del Nord.
És a la zona nord-oest del terme d'Estoer, en el camí d'Espirà de Conflent a Villerac. És al nord-est del Coll dels Grecs.